# МСБ-6 «Отаман»

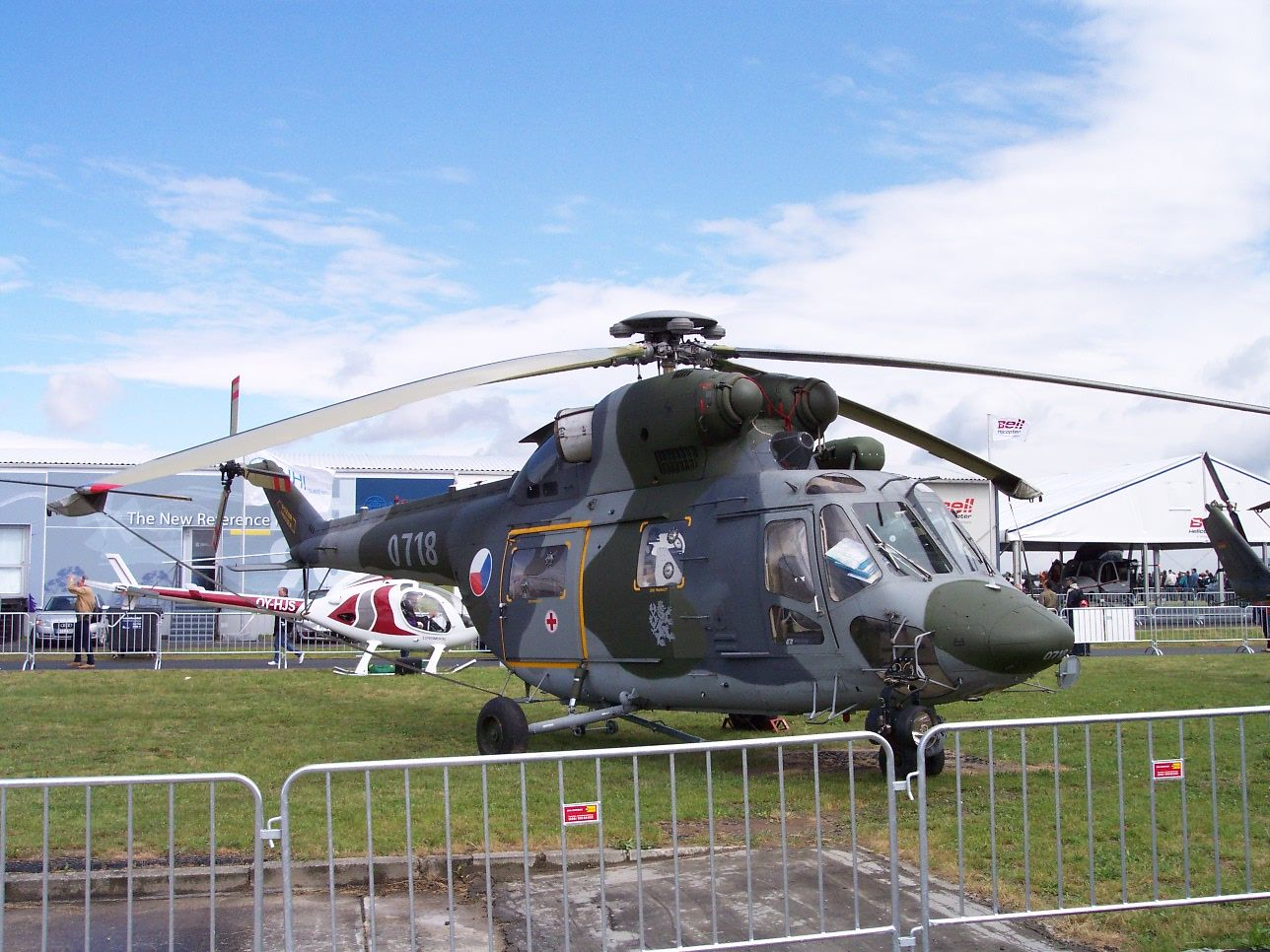
Польський PZL W-3 Sokół - основа для українського МСБ-6 «Отаман».

МСБ-6 «Отаман» — новий проєктований український багатоцільовий середній гелікоптер, призначений для перевезення пасажирів та вантажів, розробки компанії Мотор Січ.

## Створення

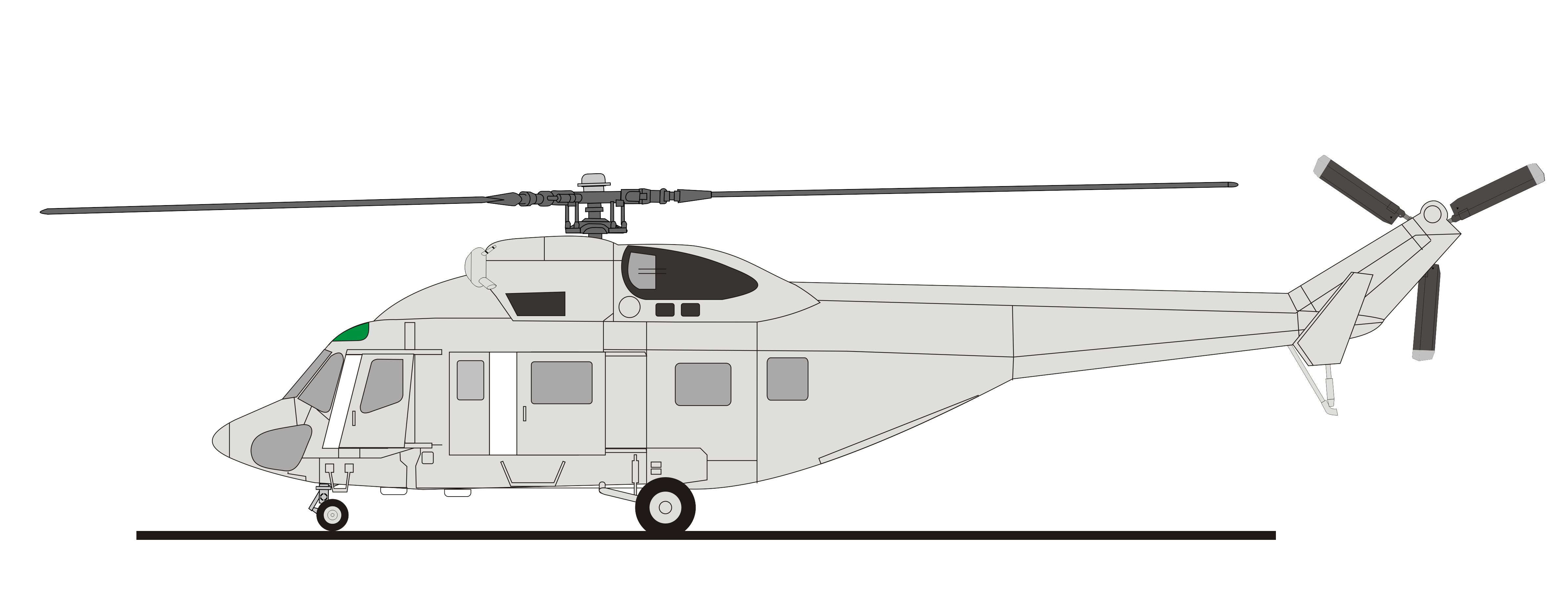
PZL W-3 Sokół

Запуск проєкту МСБ-6 «Отаман» відбувся у 2015 році. За основу був взятий PZL W-3 Sokół — легкий багатоцільовий гелікоптер, що проєктувався у радянські часи. Нині проєкт перебуває у замороженій стадії, оскільки не знайшов достатньої підтримки з боку польських партнерів.

## Загальна характеристика
Потужність двигуна для нової машини буде майже вдвічі більшою за потужність двигуна PZL W-3 Sokół.
Час польоту буде у 2 рази менший за Мі-8.
Маса — приблизно 7 тон. Вантажопідйомність наблизиться до Мі-8 й складе 3 тони на нижній підвісці, або 12 десантників.
Об'єм кабіни буде значно менший за Мі-8.
Новий двигун з робочою назвою МС-14В розробляється на базі двигуна МС-14. Потужність складе 1600 кін.сил. Також планується нова трансмісія.

## Практичні завдання
МСБ-6 «Отаман» призначений для перевезення пасажирів та вантажів, евакуація хворих і поранених. Зі встановленим озброєнням та спеціальним обладнанням гелікоптер може використовуватися для розвідки, відстеження, вогневої підтримки військ та боротьби з танками.